# Steatoda albomaculata
Steatoda albomaculata (De Geer, 1778) è un ragno appartenente alla famiglia Theridiidae.

## Distribuzione
La specie è stata reperita in diverse località dei cinque continenti, può ritenersi cosmopolita.

## Tassonomia
Non sono stati esaminati esemplari di questa specie dal 2011.
Attualmente, a dicembre 2013, è nota una sola sottospecie:
- Steatoda albomaculata infuscata (Schenkel, 1925) - Svizzera